# Hierodula
Genre
Hierodula est un genre d'insectes de la famille des Mantidae (ordre des Mantodea, les mantes). 

## Répartition
Les espèces de ce genre se rencontrent principalement en Asie mais certaines peuplent l'Australie, l'Afrique et l'Europe,.
Ce genre a récemment été identifié en France,.

## Description

### Diagnose
Ce genre de mantes présente l'avant du dos qui n'est pas élargi.

## Systématique
Le genre Hierodula, du grec ἰερόδουλοζ, saint serviteur, a été nommé par l'entomologiste Hermann Burmeister en 1838 avec pour espèce type Hieroluda membranacea par désignation subséquente.

### Synonymie
- Epihierodula Giglio-Tos, 1912[3]
- Parhierodula Giglio-Tos, 1912[3]
- Rhomboderula Giglio-Tos, 1912[3]
- Zopheromantis Tindale, 1924[3]

### Publication originale
- Burmeister, H. 1838. Handbuch der Entomologie. Zweiter Band. Besondere Entomologie. Zweite Abtheilung. Kaukerfe, Gymnognatha (Erste Hälfte; vulgo Orthoptera), Enslin, Berlin, 2: 517-552 [536].

### Liste des espèces
Le genre compte plus d'une centaine d'espèces,: 
- Hierodula ansusana (Giglio-Tos, 1912)
- Hierodula aruana (Westwood, 1889)
- Hierodula atrocoxata Brunner von Wattenwyl, 1898
- Hierodula beieri Mukherjee, 1995
- Hierodula bhamoana Giglio-Tos, 1912
- Hierodula biaka Deeleman-Reinhold, 1957
- Hierodula borneana Werner, 1933
- Hierodula brunnea Beier, 1952
- Hierodula chamoana Giglio-Tos, 1912
- Hierodula chinensis Werner, 1929[3]
- Hierodula coarctata Saussure, 1869
- Hierodula cuchingina Giglio-Tos, 1917
- Hierodula dolichoptera Werner, 1933
- Hierodula doveri Chopard, 1924
- Hierodula dubia (Giglio-Tos, 1912)
- Hierodula dyaka Westwood, 1889
- Hierodula everetti Kirby, 1904
- Hierodula excellens (Werner, 1916)
- Hierodula formosana Giglio-Tos, 1912
- Hierodula fruhstorferi Werner, 1916
- Hierodula fumipennis Werner, 1926
- Hierodula fuscescens (Blanchard, 1853)
- Hierodula gigliotosi Werner, 1922
- Hierodula gracilicollis Stal, 1877
- Hierodula grandis Saussure, 1870
- Hierodula harpyia Westwood, 1889
- Hierodula heinrichi Beier, 1935
- Hierodula immaculifemorata (Werner, 1922)
- Hierodula inconspicua Beier, 1952
- Hierodula ingens Werner, 1911
- Hierodula italii Giglio-Tos, 1912
- Hierodula jobina (Giglio-Tos, 1912)
- Hierodula kapaurana (Giglio-Tos, 1912)
- Hierodula keralensis Vyjayandi & Narendran, 2003
- Hierodula laevicollis Saussure, 1871
- Hierodula lamasonga (Giglio-Tos, 1912)
- Hierodula latipennis Brunner von Wattenwyl, 1893
- Hierodula longedentata Werner, 1933
- Hierodula macrostigmata Deeleman-Reinhold, 1957
- Hierodula maculisternum Werner, 1925
- Hierodula major Saussure, 1871
- Hierodula majuscula (Tindale, 1923)
- Hierodula malaccana (Giglio-Tos, 1912)
- Hierodula malaya Stal, 1877
- Hierodula membranacea (Burmeister, 1838)
- Hierodula microdon Werner, 1933
- Hierodula mindanensis Werner, 1930
- Hierodula modesta Brunner von Wattenwyl, 1898<
- Hierodula monochroa (Montrouzier, 1855)
- Hierodula multispinulosa Brunner von Wattenwyl, 1893
- Hierodula nicobarica Mukherjee, 1995
- Hierodula obiensis Hebard, 1920
- Hierodula obtusata Brunner von Wattenwyl, 1898
- Hierodula oraea Werner, 1933
- Hierodula ovata Saussure, 1871
- Hierodula papua Werner, 1928
- Hierodula parviceps Stal, 1877
- Hierodula patellifera (Audinet-Serville, 1839)[3]
- Hierodula perakana Giglio-Tos, 1912
- Hierodula philippina Beier, 1966
- Hierodula prosternalis (Werner, 1916)
- Hierodula pulchra (Giglio-Tos, 1912)
- Hierodula pulchripes (Werner, 1930)
- Hierodula purpurescens (Brunner von Wattenwyl, 1898)
- Hierodula pustulifera (Wood-Mason, 1878)
- Hierodula pygmaea (Werner, 1933)
- Hierodula quadridens (Werner, 1916)
- Hierodula quadripunctata Werner, 1930
- Hierodula quinquecallosa (Werner, 1916)
- Hierodula quinquepatellata Werner, 1911
- Hierodula rajah Werner, 1911
- Hierodula ralumina Giglio-Tos, 1917
- Hierodula robusta Saussure, 1871
- Hierodula rufomaculata Werner, 1922
- Hierodula rufopatellata Werner, 1925
- Hierodula salomonis Werner, 1930
- Hierodula samangensis Otte, 2004
- Hierodula sarasinorum Werner, 1926
- Hierodula schultzei (Giglio-Tos, 1912)
- Hierodula scutata Karsch, 1892
- Hierodula simbangana (Giglio-Tos, 1912)
- Hierodula similis (Beier, 1935)
- Hierodula siporana Giglio-Tos, 1912
- Hierodula sorongana (Giglio-Tos, 1912)
- Hierodula sternosticta (Wood-Mason, 1882)
- Hierodula stigmata Brunner von Wattenwyl, 1898
- Hierodula striata Giglio-Tos, 1917
- Hierodula striatipes Werner, 1933
- Hierodula szentivanyi Beier, 1965
- Hierodula tenuidentata Saussure, 1869
- Hierodula tenuis Giglio-Tos, 1912
- Hierodula timorensis (de Haan, 1842)
- Hierodula togiana Giglio-Tos, 1912
- Hierodula tonkinensis (Beier, 1935)
- Hierodula tornica (Beier, 1935)
- Hierodula transcaucasica Brunner von Wattenwyl, 1878
- Hierodula trimacula Saussure, 1870
- Hierodula unimaculata (Olivier, 1792)
- Hierodula venosa (Olivier, 1792)
- Hierodula ventralis Giglio-Tos, 1912
- Hierodula versicolor Henry, 1932
- Hierodula vitreoides Giglio-Tos, 1912
- Hierodula werneri (Giglio-Tos, 1912)
- Hierodula westwoodi Kirby, 1904

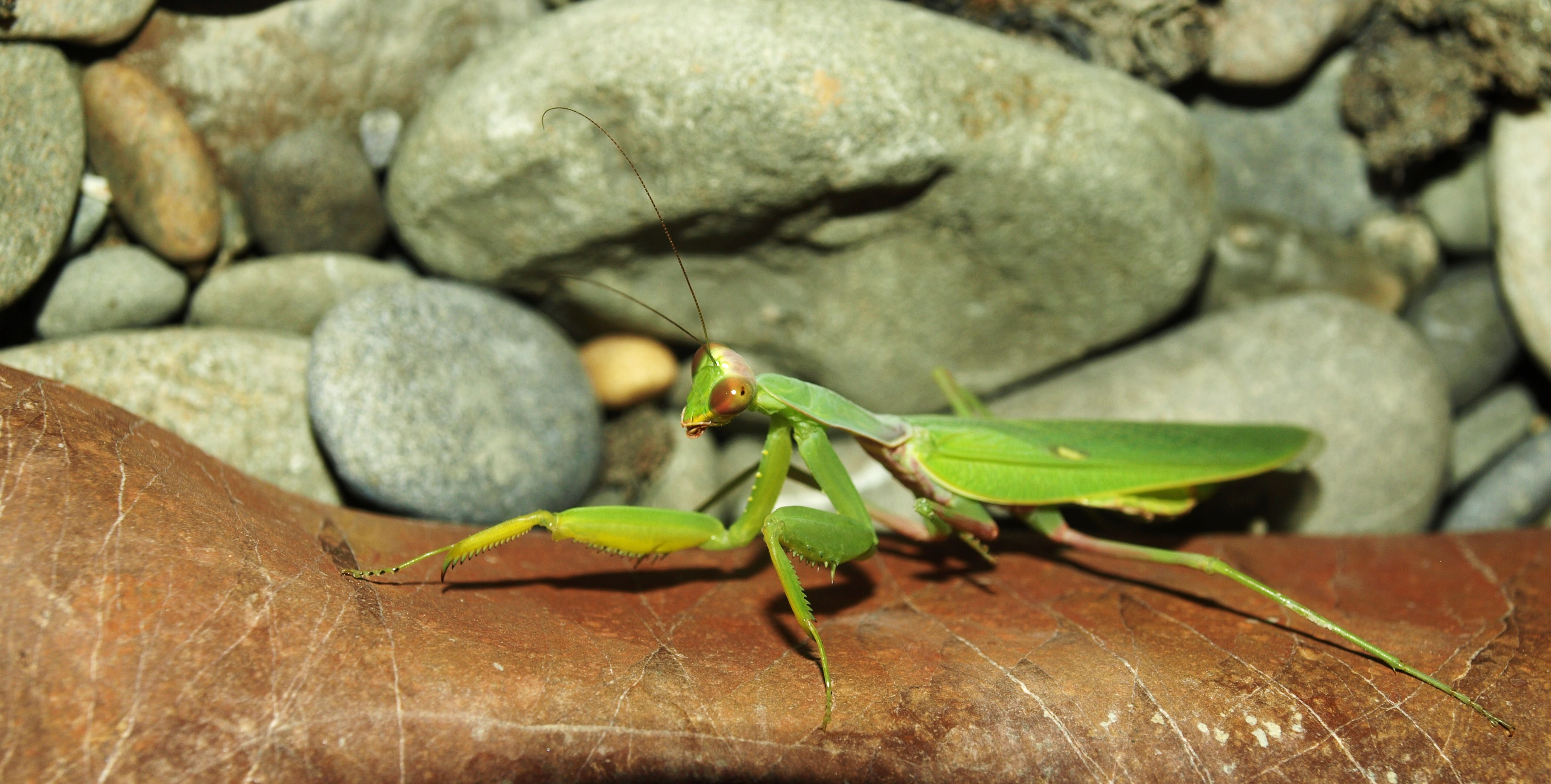
Hierodula trancaucasica
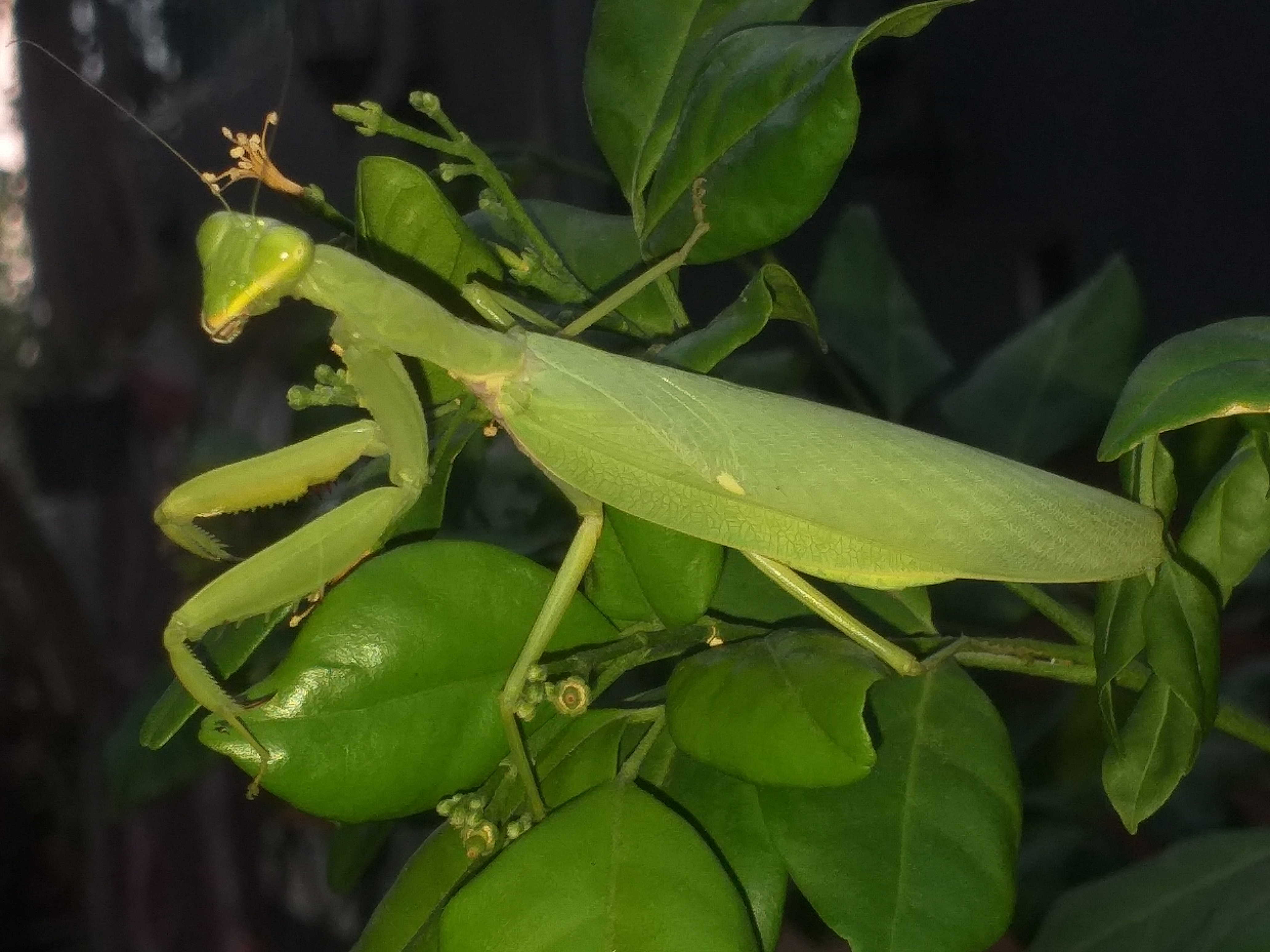
Hierodula patellifera